# علاج الاضطرابات النفسية
تُعرَّف الاضطرابات النفسية بأنها حالات تتميز بعدم التنظيم الكافي للشخصية والعقل والعواطف لدرجة تؤثر بشكل جدي على الأداء النفسي الطبيعي والأداء الاجتماعي للفرد؛ فقد يكون الأفراد ذوي الاضطرابات النفسية غير قادرين على العمل بشكل طبيعي في المجتمع. تتكون الاضطرابات النفسية أحيانًا من مزيج من المكونات العاطفية والسلوكية والمعرفية والإدراكية. تغير تقبُّل اضطرابات الصحة العقلية وفهمها بمرور الوقت وعبر الثقافات. ما تزال هناك لغاية الآن اختلافات في تعريف الاضطرابات النفسية وتصنيفها وعلاجها.

## العلاج النفسي
العلاج النفسي هو شكل من أشكال العلاجات المستخدمة في العديد من الاضطرابات النفسية. العلاج النفسي هو علاج تفاعلي يُقدِّمه عادةً اختصاصي صحة نفسية مثل اختصاصي علم النفس السريري باستخدام مجموعة من التقنيات النفسية المحددة. يُستَخدَم العلاج السلوكي المعرفي (CBT) لمجموعة متنوعة من الاضطرابات، ويعتمد على تعديل أنماط التفكير والسلوك المرتبط باضطراب معين. يوجد أنواع وفروع مختلفة من العلاج المعرفي السلوكي كالعلاج السلوكي الجدلي مثلًا. كان التحليل النفسي -الذي يعالج الصراعات والدفاعات النفسية الكامنة- المدرسة المهيمنة في العلاج النفسي ولا يزال قيد الاستخدام لغاية الآن. قد يُستَخدَم أحيانًا العلاج الجهازي أو العلاج الأسري، وهو علاج يتناول الشخص وعلاقاته. تعتمد بعض العلاجات النفسية على النهج الإنساني. وقد تكون بعض العلاجات مخصصة لاضطراب معين فقط، ومن هذه العلاجات يُذكَر: علاج الإيقاع الشخصي المتناسق. يختار اختصاصيو الصحة النفسية التقنيات مستخدمين نهجًا انتقائيًا أو تكامليًا مصممًا لاضطراب معين وفرد معين. يعتمد العلاج النفسي على العلاقة العلاجية، وقد يملك الأفراد مشاكل في الثقة والسرية والمشاركة.
لتنظيم التأثيرات القوية المحتملة للعلاجات، يلتزم علماء النفس بمجموعة من المعايير الأخلاقية وضعتها جمعية علم النفس الأمريكية. تتضمن هذه المعايير الأخلاقية:
- السعي لإفادة العملاء والحرص على عدم إلحاق الضرر بهم.
- إقامة علاقات الثقة مع العملاء.
- تعزيز الدقة والأمانة والصدق.
- البحث عن الإنصاف في العلاج واتخاذ الاحتياطات لتجنب التحيّز.
- احترام كرامة جميع الأشخاص وقيمتهم.

## العلاج الدوائي
يُستَخدَم العلاج الدوائي على نحو كبير في علاج الاضطرابات النفسية. تُوصَف العقاقير النفسية عادةً من قِبَل طبيب نفسي أو طبيب أسرة. تُستَخدَم مضادات الاكتئاب لعلاج الاكتئاب السريري والقلق واضطرابات أخرى. تُستخدم مضادات القلق -على المدى القصير بشكل عام- لعلاج اضطرابات القلق والمشاكل المرتبطة بها كالأعراض الجسدية والأرق. تُستَخدَم مثبتات المزاج في الاضطراب ثنائي القطب، وتستهدف بشكل رئيسي الهوس لا الاكتئاب. تُستَخدَم مضادات الذهان في علاج الاضطرابات الذهانية، ولا سيما في الفُصَام، ولكنها تُستَخدَم أيضًا لعلاج القلق في الجرعات الصغيرة. تُستخدم المنبهات بشكل شائع، خاصةً في اضطراب فرط الحركة ونقص الانتباه.
على الرغم من الأسماء المختلفة لمجموعات الأدوية، يوجد تداخل كبير في أنواع الاضطرابات التي تُوصَف لها هذه الأدوية. قد تُستَخدَم بعض الأدوية خارج نطاق الاستخدامات المُصرَّح بها. يمكن أن يواجه المرضى مشاكل تتعلق بالتأثيرات الجانبية والالتزام بأخذ الدواء.

### مضادات الذهان
يدعم الأدب الطبي إضافة مضادات الذهان غير التقليدية في حالات الاستجابة غير الكافية للعلاج بمضادات الاكتئاب، وهي إستراتيجية شائعة تُستَخدَم حاليًا على نحو متزايد. مع ذلك، تؤدي هذه الأدوية إلى عدم التزام المريض أو توقفه عن أخذها بسبب التأثيرات الجانبية السلبية المرتبطة بها. كان الأريبيبرازول أول دواء وافقت على استخدامه إدارة الغذاء والدواء الأمريكية كعلاج مساعد لدى مرضى الاضطراب الاكتئابي الرئيس الذين لم يُحقِّقوا استجابة كافية للعلاج بمضادات الاكتئاب في النوبة الحالية. تتراوح الجرعات الموصى بها من الأريبيبرازول من 2 مغ/ يوم إلى 15 مغ/ يوم استنادًا إلى دراستين كبيرتين ثنائيتي التعشية ومتعددتي المراكز مع مجموعات مقارنة، ودعمت ذلك لاحقًا تجربة كبيرة ثالثة. تعمل معظم مضادات الذهان التقليدية -مثل الفينوثيازينات- عن طريق حصر مستقبلات الدوبامين D2. تَحصُر مضادات الذهان غير النمطية -مثل الكلوزابين- مستقبلات الدوبامين D2 ومستقبلات السيروتونين 5HT2A. يُفضَّل استخدام مضادات الذهان غير النمطية على مضادات الذهان التقليدية لأنها تقلل من توارد حدوث المتلازمة الباركنسونية الكاذبة التي تسبب الرُعاش والصلابة العضلية المشاهدة في مرض باركنسون. يُعتَبر التأثير الجانبي الأكثر خطورة لمضادات الذهان هو ندرة المحببات (أي انخفاض عدد خلايا الدم البيضاء مجهول السبب)، وقد يعاني بعض المرضى أيضًا من حساسية للضوء.

### مضادات الاكتئاب
اكتُشِفَت مضادات الاكتئاب في البداية في أثناء البحث عن علاج للسل؛ وهو ما أسفر عن اكتشاف فئة مضادات الاكتئاب المعروفة باسم مثبطات أكسيداز أحادي الأمين. لم يبقَ سوى اثنان فقط من مثبطات أكسيداز أحادي الأمين في السوق في الولايات المتحدة، بسبب تأثير هذه الفئة على التمثيل الغذائي لحمض التيرامين الأميني ما يؤدي إلى أزمة ارتفاع ضغط الدم. أدى البحث عن تحسين مضادات الذهان الفينوثيازينية إلى تطوير مضادات الاكتئاب ثلاثية الحلقات التي تُثبِّط قبط النورأدرينالين والسيروتونين في المشابك العصبية. تعتبر مثبطات استرداد السيروتونين الانتقائية أكثر مضادات الاكتئاب استخدامًا حاليًا. تشترك هذه الأدوية في العديد من أوجه التشابه مع مضادات الاكتئاب ثلاثية الحلقات، ولكنها أكثر انتقائية في عملها. أكبر خطر لمثبطات استرداد السيروتونين الانتقائية هو زيادة السلوك العنيف والانتحاري، خاصةً عند الأطفال والمراهقين. في عام 2006، بلغت مبيعات مضادات الاكتئاب في جميع أنحاء العالم 15 مليار دولار أمريكي وأُعطِيَت أكثر من 226 مليون وصفة طبية.

## الأبحاث حول تأثير النشاط البدني على المرض النفسي

### الأبحاث المكتملة
مع ظهور أدلة متزايدة على فوائد النشاط البدني، بدأت العديد من الأبحاث التي درست الفوائد النفسية للنشاط البدني. اعتُقد سابقًا أن النشاط البدني يؤثر بشكل ضئيل على المزاج والحالة النفسية، ولكن بدت التأثيرات الإيجابية التي يقدمها النشاط البدني أكثر وضوحًا مع مرور الوقت. كانت الدراسات حول الأمر مصحوبةً بمشاكل عدة، منها: صعوبة دفع المرضى إلى إكمال تجاربهم وصعوبة التحكم في جميع المتغيرات المحتملة ومشكلة إيجاد الطرق المناسبة لاختبار تقدم الحالة. جُمِعَت البيانات من خلال دراسات الحالة والسكان، وهو ما سمح بجمع الملاحظات مع مقدار قليل من التحكم. في الآونة الأخيرة، بدأت الدراسات تمتلك طرقًا مُثبَتة لمعرفة فوائد مستوى ومقدار اللياقة البدنية بحسب الفئة العمرية والجنس والاضطراب النفسي. يوصي بعض علماء النفس المرضى بممارسة الرياضة، ولكن لا يصف غالبية الأطباء برنامج كامل للمرضى.

### النتائج
بيّنَت العديد من الدراسات امتلاك النشاط البدني تأثيرات إيجابية على الأشخاص الذين يعانون من المرض النفسي. أظهرت معظم الدراسات ارتباط ارتفاع مستوى التمارين بتحسن الحالة النفسية، وخاصةً لدى مرضى الاكتئاب. من ناحية أخرى، وجدت بعض الدراسات أن التمرين قد يملك تأثيرًا مفيدًا قصير المدى في المستويات الأدنى. أشار ذلك إلى أن ممارسة الرياضة منخفضة الشدة مع فترات راحة أطول، أنتج تأثيرًا إيجابيًا أعلى بكثير وقلل من مستويات القلق. وجدت الأبحاث أن النشاط البدني مفيد بصرف النظر عن العمر والجنس. توصّلت بعض الدراسات إلى أن التمارين أكثر فعالية في علاج الاكتئاب من الأدوية على مدى فترات طويلة من الزمن، ولكن العلاج الأكثر فعالية للاكتئاب هو ممارسة التمارين مع مضادات الاكتئاب. يبدو أن التمرين يملك أكبر تأثير على الصحة النفسية خلال الفترة القصيرة التالية للتمرين، ووجدت دراسات مختلفة أن هذه الفترة تتراوح من عشرين دقيقة إلى عدة ساعات. يميل المرضى الذين يقومون بممارسة الرياضة مع العلاجات الأخرى إلى الحصول على راحة مستقرة طويلة الأمد مقارنةً بأولئك الذين يتناولون الدواء فقط. لا يوجد برنامج معين مُتَّفق على امتلاكه فعالية أكبر حاليًا. تهدف برامج التمارين الموصوفة في الغالب إلى جعل المرضى يقومون ببعض أشكال النشاط البدني، فممارسة أي شكل من أشكال التمارين أفضل من عدم القيام بأي شيء على الإطلاق.

## قائمة العلاجات
- علاج جسدي
  - الأدوية النفسية
    - مضاد قلق
    - مضاد اكتئاب
    - مضاد الذهان
    - مثبت المزاج

  - معالجة بالتخليج الكهربائي
    - معالجة بالصدمة الإنسولينية
    - معالجة بالتخليج الكهربائي

  - جراحة نفسية
    - جراحة فصية
    - بضع التلفيف الحزامي ثنائي الجانب
    - تحفيز عميق للدماغ
- علاج نفسي
  - علاج معرفي سلوكي
  - تحليل نفسي
  - علاج غشتالتي
  - علاج نفسي بين شخصي
  - إزالة حساسية حركة العين وإعادة المعالجة
  - علاج سلوكي